# 2011-es Australian Open

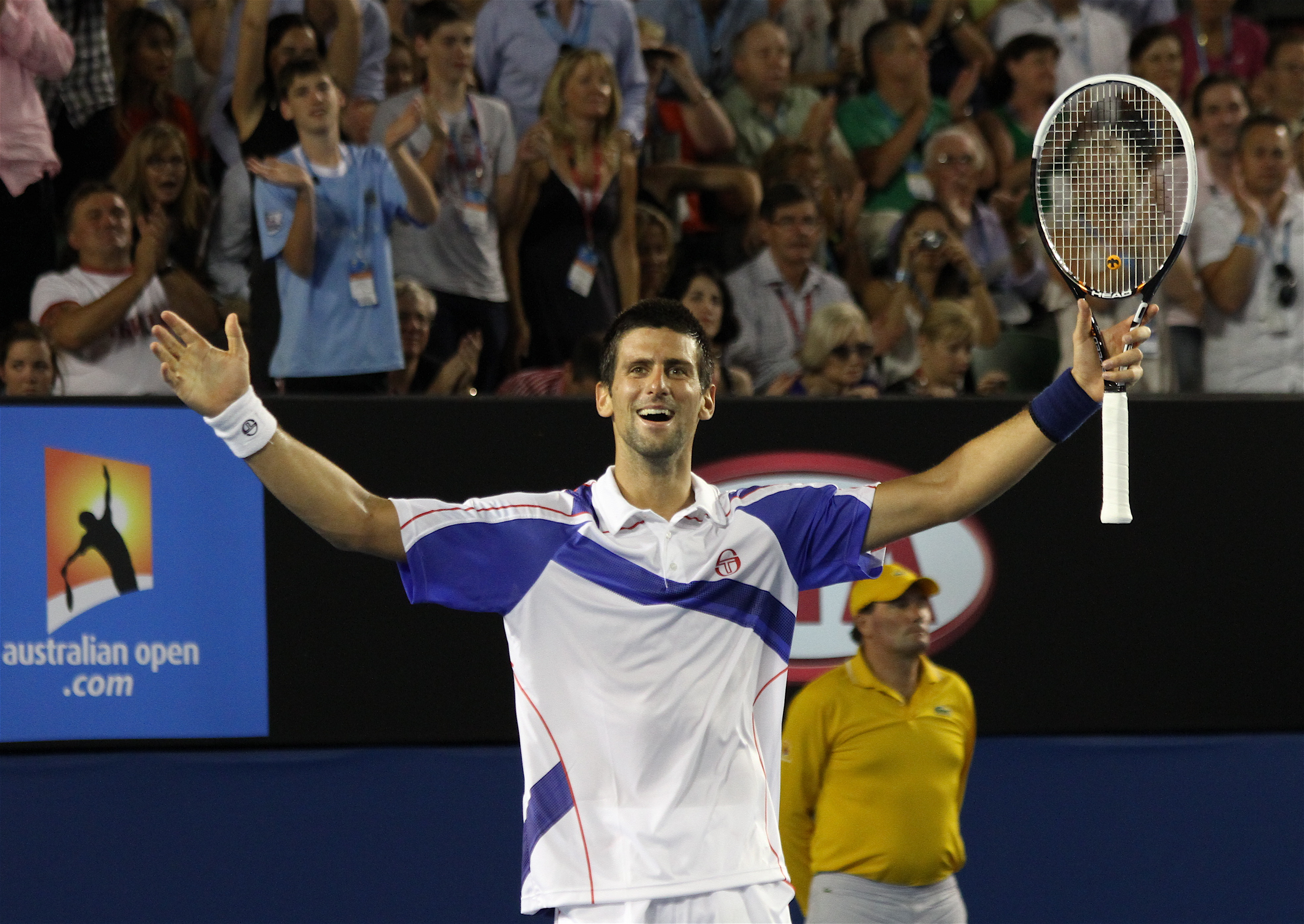
Novak Đoković második alkalommal nyert az Australian Openen

Kim Clijsters először nyerte meg az Australian Opent

A 2011-es Australian Open az év első Grand Slam-tornája, az Australian Open 99. kiadása volt. 2011. január 17. és január 30. között rendezték meg Melbourne-ben.
A férfiaknál a címvédő Roger Federer az elődöntőben kapott ki a későbbi győztes Novak Đokovićtól. Đoković a döntőben Andy Murray-t győzte le 6–4, 6–2, 6–3-ra.
A nőknél a címvédő Serena Williams sérülés miatt nem indult a tornán. A döntőt Kim Clijsters nyerte, miután 3–6, 6–3, 6–3-ra legyőzte a kínai Li Nát.
Férfi párosban a Bryan-ikrek, Bob Bryan és Mike Bryan zsinórban harmadszor győztek, míg a női mezőnyben az argentin Gisela Dulko és az olasz Flavia Pennetta párosa nyert.

## Döntők

### Férfi egyes
Novak Đoković –  Andy Murray 6–4, 6–2, 6–3

### Női egyes
Kim Clijsters –  Li Na 3–6, 6–3, 6–3

### Férfi páros
Bob Bryan /  Mike Bryan –  Mahes Bhúpati /  Lijendar Pedzs 6–3, 6–4

### Női páros
Gisela Dulko /  Flavia Pennetta –  Viktorija Azaranka /  Marija Kirilenko 2–6, 7–5, 6–1

### Vegyes páros
Katarina Srebotnik /  Daniel Nestor –
 Csan Jung-zsan /  Paul Hanley 6–3, 3–6, [10–7]

## Juniorok

### Fiú egyéni
Jiří Veselý –  Luke Saville, 6–0, 6–3

### Lány egyéni
An-Sophie Mestach –  Mónica Puig, 6–4, 6–2

### Fiú páros
Filip Horanský /  Jiří Veselý –  Ben Wagland /   Andrew Whittington, 6–4, 6–4

### Lány páros
An-Sophie Mestach /  Demi Schuurs –  Hozumi Eri /  Kato Miju, 6–2, 6–3